# Anders Ekström
Hans Anders Ekström (* 16. Januar 1981 in Göteborg) ist ein schwedischer Segler.

## Erfolge
Anders Ekström nahm an zwei Olympischen Spielen in der Bootsklasse Star mit Fredrik Lööf teil. 2004 wurden sie in Athen zunächst Zwölfte. Vier Jahre darauf in Peking gelang ihnen mit 53 Punkten zwar der Sprung in die Medaillenränge, hatten aber gegen die punktgleichen Brasilianer Bruno Prada und Robert Scheidt bei der Vergabe der Silbermedaille das Nachsehen, da diese im abschließenden medal race als Dritte vor den Schweden ins Ziel kamen, die Zehnte wurden. Damit erhielten Ekström und Lööf die Bronzemedaille.
Bei Weltmeisterschaften gewann Ekström mit Lööf zunächst 2003 in Cádiz die Silbermedaille, ehe die beiden im Jahr darauf in Gaeta den Titelgewinn schafften. 2002 und 2004 wurden sie im Starboot zudem jeweils Europameister.